# Passzaddhi
A passzaddhi (páli; szanszkrit: prasrabhi, tibeti: ཤིན་ཏུ་སྦྱང་བ་, wylie: sin tu szbjang ba) buddhista kifejezés, amelynek magyar fordítása „nyugodtság”, „ellazítottság”, „elnyugvás”. Az ezzel kapcsolatos ige passzambhati (lenyugodni, lecsendesülni).
A passaddhi a buddhizmusban a test, a beszéd és a tudat nyugalmára utal.  A buddhista meditációban mentális tényezőként a píti (öröm) után követkehik, majd szamádhi követi (koncentráció).
A passzaddhit üdvös tényezőnek tekintik a következő kanonikus szövegek:
- a hét megvilágosodási tényező (szamboddzshanga)
- meditatív abszorpciók (jhanani)
- transzcendentális függő keletkezés (lokuttara-paticcsaszamuppada)

## Kanonikus hivatkozások
A különböző kanonikus rendszerekben a test, a beszéd és a különböző mentális tényezők lecsendesítése összekapcsolódik az öröm különböző fajtáival - pámoddzsa, píti ésszukham -, amelyeken keresztül elérhető a koncentráció rendkívül magas foka.

### Meditációs lecsendesedés
A test és a mentális képződések (lásd: szkandhák lecsendesítése a páli kánonban szereplő Ánápánaszati-szuttában leírt meditációs instrukciók első két tetrádjainak (négyesség) a gyakorlásával érhető el:
| [1] | Hosszan belélegezvén tudja, hosszan lélegzem be....               | Dīghaṃ vā assasanto dīghaṃ assasāmīti pajānāti....     |
| [2] | Röviden belélegezvén tudja, röviden lélegzem be.....              | Rassaṃ vā assasanto rassaṃ assasāmīti pajānāti....     |
| [3] | A teljes testet tapasztalva lélegzem be, így gyakorol....'        | Sabbakāyapaṭisaṃvedī assasissāmīti sikkhati....        |
| [4] | A testi képző erőket elnyugtatva, lélegzem be, így gyakorol.....' | Passambhayaṃ kāyasaṅkhāraṃ assasissāmīti sikkhati....  |
| [5] | Örömöt tapasztalva lélegzem be, így gyakorol....'                 | Pītipaṭisaṃvedī assasissāmīti sikkhati....             |
| [6] | Boldogságot tapasztalva lélegzem be, így gyakorol....'            | Sukhapaṭisaṃvedī assasissāmīti sikkhati....            |
| [7] | A tudati képző erőket tapasztalva lélegzem be, így gyakorol....'  | Cittasaṅkhārapaṭisaṃvedī assasissāmīti sikkhati....    |
| [8] | A tudati képző erőket elnyugtatva lélegzem be, így gyakorol....'  | Passambhayaṃ cittasaṅkhāraṃ assasissāmīti sikkhati.... |

### Szati, pámoddzsa, píti, passzaddhi, szukho
Az alább feltüntetett, egymást követő üdvös tudatállapotok a tudatosság (szati) fokozatos kialakulását jelentik:
- pámoddzsa ("öröm" vagy "boldogság")
- píti ("öröm" vagy "boldogság")
- passzaddhi ("nyugalom" vagy "nyugodtság")
- szukho ("öröm" vagy "boldogság").

A tudatosság megalapozásával a gyakorló túljut az öt akadályon (panycsa nívarani), amelyből öröm, boldogság, nyugodtság fakad a testben, amely egy magasabb szintű koncentrációhoz vezet (szamádhi):
| Felismeri, hogy mind az öt akadályt megszüntette, ezáltal örömtelivé válik. Örömteli, ezáltal lelkesültté válik. Lelkesült, ezáltal teste elnyugszik. Teste elnyugtával érzékeny lesz a gyönyörre. Gyönyört érezve tudata összpontosítottá válik. | Tassime pañca nīvaraṇe pahīṇe attani samanupassato pāmojjaṃ jāyati. Pamuditassa pīti jāyati. Pītimanassa kāyo passambhati. Passaddhakāyo sukhaṃ vedeti. Sukhino cittaṃ samādhiyati. |

Ugyanígy a bölcsesség elérésével (pannyá) ezek az üdvös tudatállapotok jelentkeznek:
| Amikor a szennyező tudati minőségek már megszűntek és a tiszta tudati minőségek már kifejlődtek, és az ember a tisztánlátás csúcspontjára és teljességébe lépett, és ott is maradt, meg- és felismerve azt magában, az itt–és-mostban, az maga az örömben, az elragadtatásban, a derűben, az éberségben, és a figyelemben való boldog tartózkodás. | Saṅkilesikā ceva dhammā pahīyissanti. Vodāniyā dhammā abhivaḍḍhissanti. Paññāpāripūriṃ vepullattañca diṭṭheva dhamme sayaṃ abhiññā sacchikatvā upasampajja viharissanti. Pāmujjañceva bhavissati pīti ca passaddhi ca sati ca sampajaññañca sukho ca vihāro. |